# 大井神社 (笠間市)

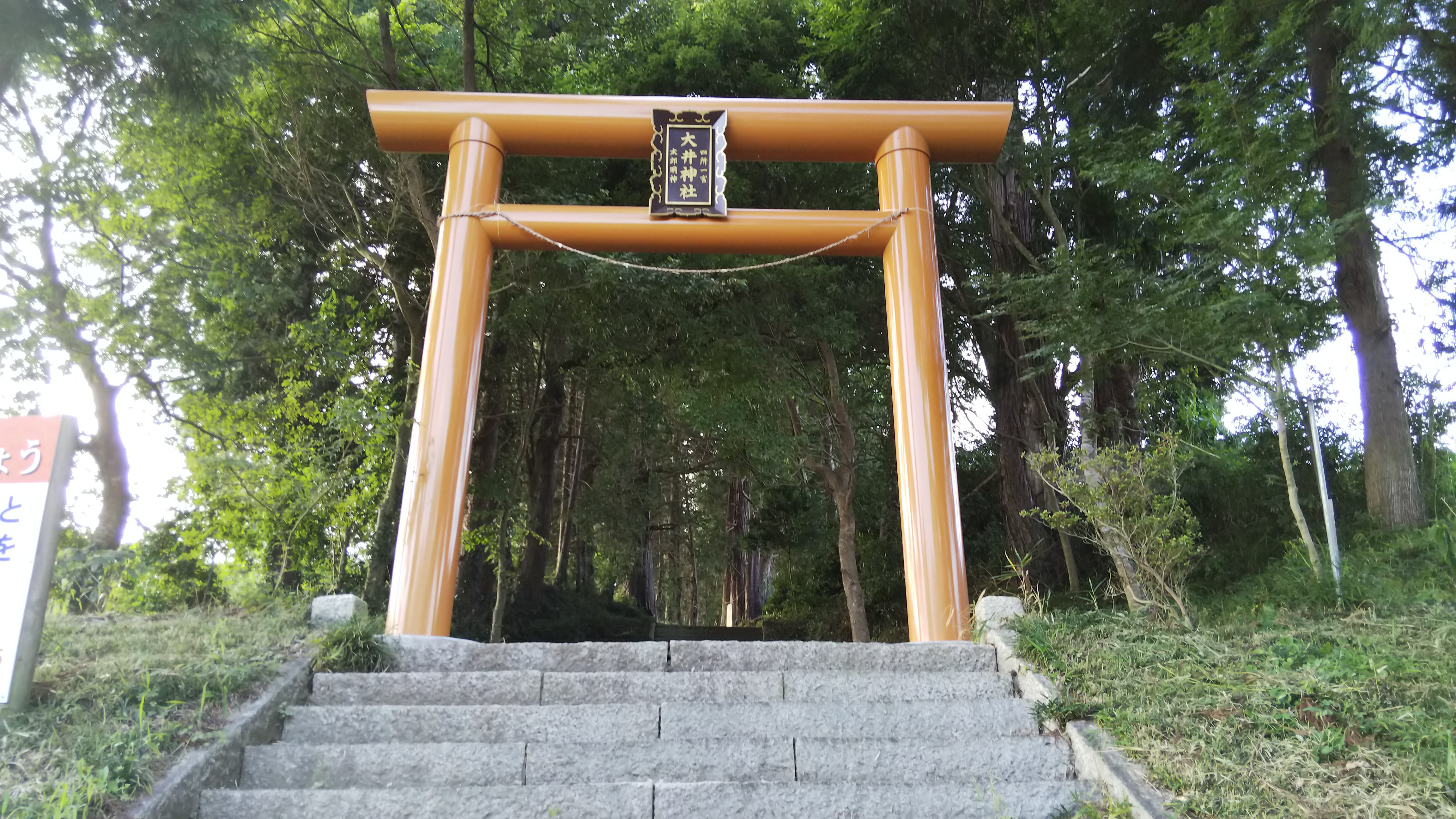
鳥居

大井神社（おおいじんじゃ）は、茨城県笠間市にある神社。式内社論社で、旧社格は村社。

## 祭神
- 神八井耳命

### 祭神について
祭神の神八井耳命は、初代神武天皇の皇子で、二代綏靖天皇の兄にあたる人物である。『日本書紀』では、神八井耳命について多臣（多氏）の祖と記され、『古事記』では、意富臣・小子部連・坂合部連・火君・大分君・阿蘇君・筑紫三家連・雀部臣・雀部造・小長谷造・都祁直・伊余国造・科野国造・道奥石城国造・常道仲国造・長狭国造・伊勢船木直・尾張丹羽臣・嶋田臣ら19氏の祖と記される。
このうち、当社付近は常道仲国造が治めた地域とされており、仲国造が祖先にあたる神八井耳命を祀ったものと考えられる。

## 歴史

### 創建
社伝によると、大同元年（806年）に勅宣により常陸国那珂郡大井村和体ケ峯に社殿を造営し、大井大明神と称したとする。

### 概史
『延喜式神名帳』では「常陸国那賀郡 大井神社」と記載され、式内社に列した。中世には「太郎明神」と称し、福田、飯田、石寺、寺崎、日沢の五村の総鎮守とされた。また、大井、箱田、石井、来栖の四所のうち、当社をその筆頭として一の宮明神（四所一宮）と崇敬された。

## 境内
本殿は明和6年（1769年）の造営。御神木は三本の杉が根元で結ばれており、親子杉と呼ばれている。

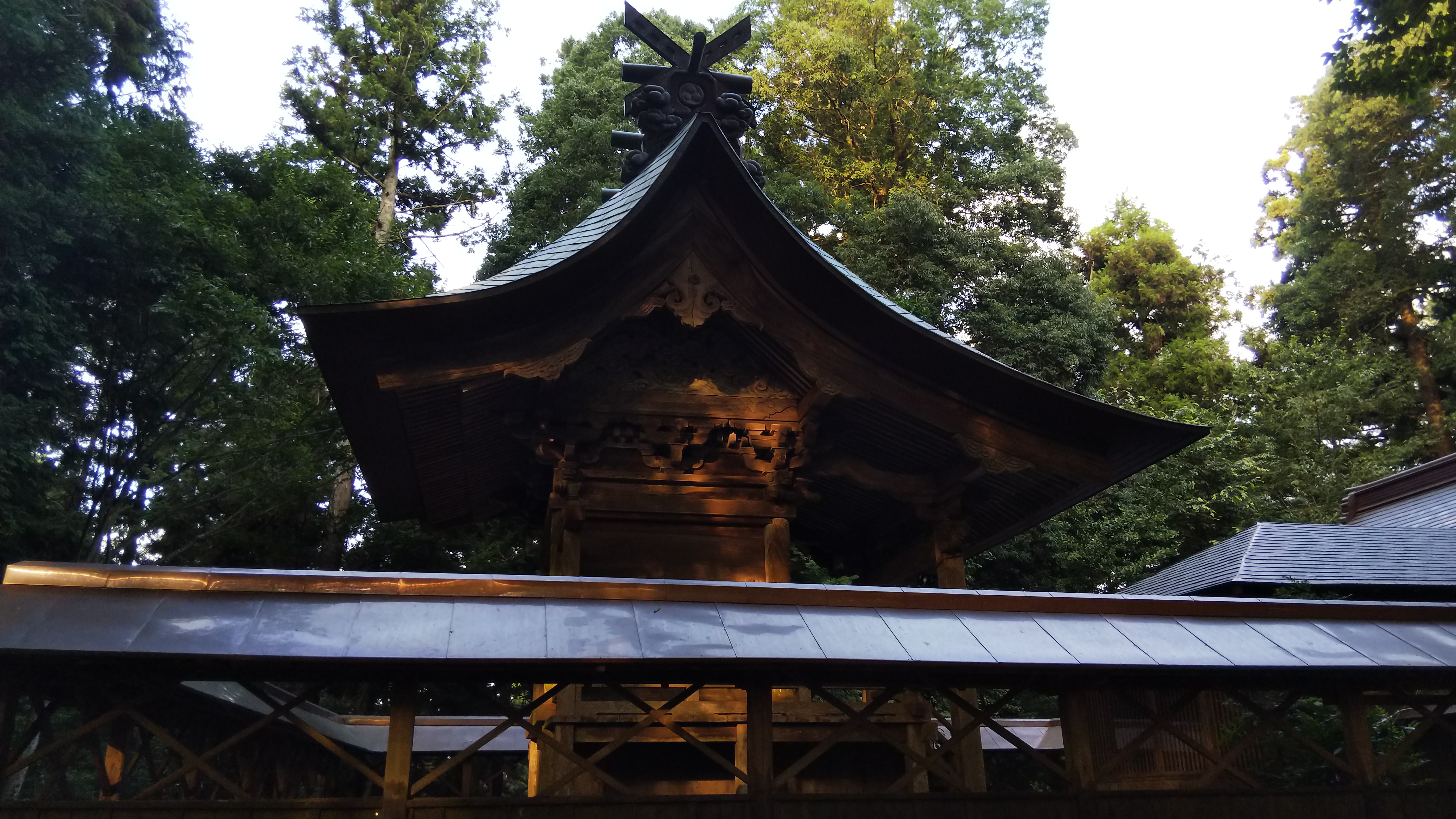
本殿
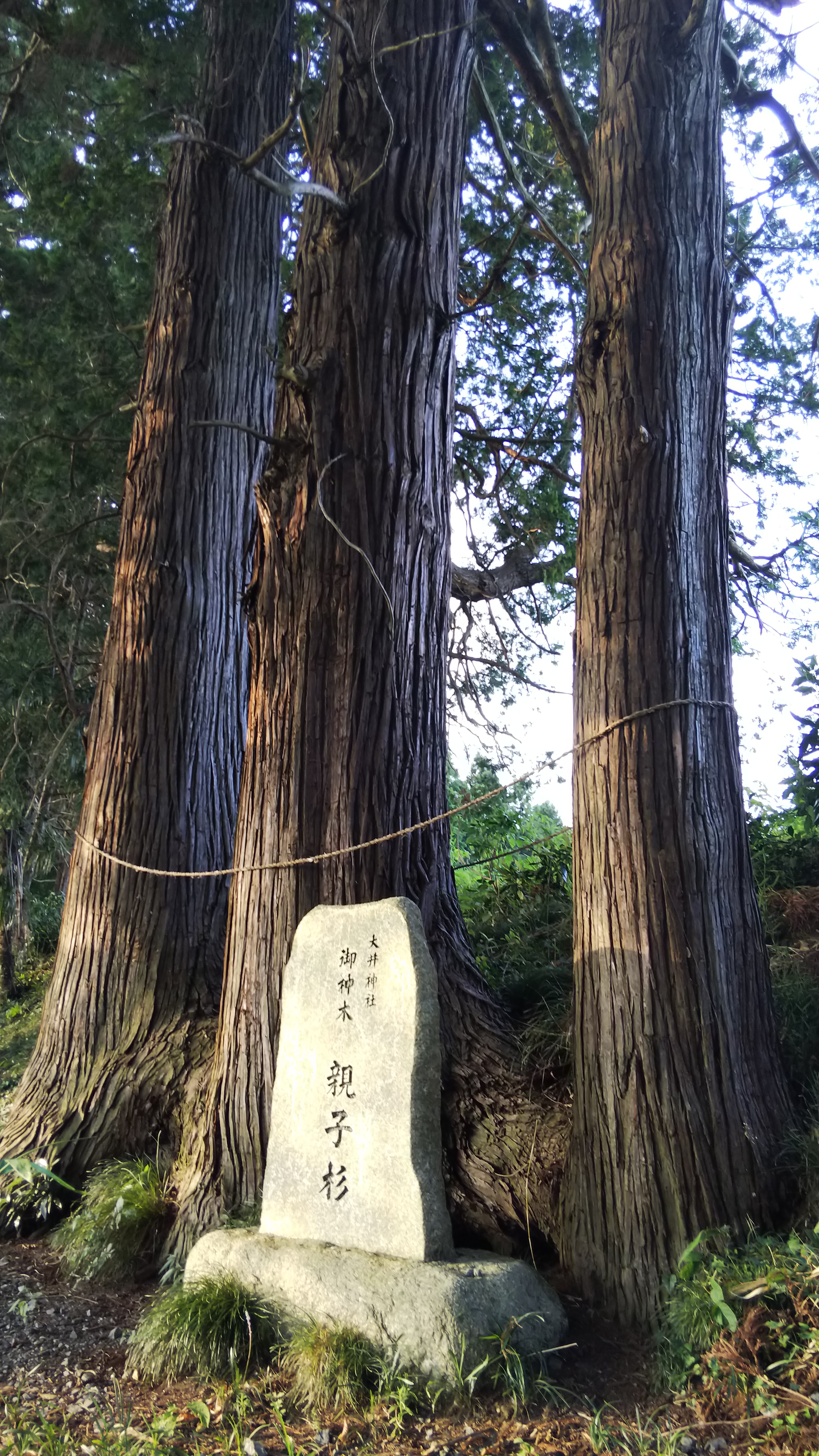
親子杉（御神木）

## 祭事
- 歳旦祭（1月1日）
- 春祭（1月7日）
- 節分祭（2月3日）
- 御田植祭（7月19日）
- 秋祭（11月12日）